# Трускавецький завод мінеральних вод
«Аква Еко» (Трускавецький завод мінеральних вод) — підприємство з розливу мінеральних вод «Трускавецька Аква-Еко», «Трускавецька Кришталева» та «Трускавецька Заповідна». Це води з низьким рівнем мінералізації — до 0,9 г/дм3.

## Історія
Трускавецький завод був створений у результаті об'єднання декількох підприємств (процес об'єднання завершився в 2008 р.), входить до складу компанії IDS Group Ukraine.
Завдяки об'єднанню окремих невеликих виробників в єдину уніфіковану виробничу систему на Трускавецькому заводі вдалося суттєво вдосконалити виробничі процеси та оптимізувати виробничі потужності:
- покращити лабораторний контроль, починаючи із джерельної води і до готової продукції;
- забезпечити систематичні кваліфіковані гідрологічні спостереження родовищ води;
- підвищити рівень освіти та кваліфікацію персоналу;
- удосконалити культуру на виробництві в цілому.

## Виробництво
Свердловини розташовані на території Помірецького та Мражницького родовищ мінеральної води. Саме з цих родовищ видобувається і цілюща «Нафтуся», і життєдайні трускавецькі мінеральні води. Всього на підприємстві експлуатується 7 свердловин. Мінеральні води Трускавця особливі тим, що захищені від щільним глиняним прошарком ґрунту, що дає можливість отримувати воду кришталевої чистоти. Недаремно один із брендів має назву «Трускавецька Кришталева». Система фільтрації на підприємстві винятково механічна і навантаження на ці фільтри дуже незначне. При очищенні води не відбувається жодного втручання в її хімічний склад. С
Перед розливом із преформ створюються пластикові пляшки відповідного об'єму, які ополіскують, а потім і наповнюють відфільтрованою водою зі свердловин. Тому води ТМ «Трускавецька Аква-Еко», «Трускавецька Кришталева» та «Трускавецька Заповідна» повністю автентичні. До того ж вода подається на потужну комп'ютеризовану та автоматизовану лінію розливу, яка повністю виключає втручання людських рук у виробничий процес. Хімічний та мікробіологічний склад води ретельно відстежується лабораторією.

## Асортимент
ПІІ ТзОВ «Аква Еко» розливає мінеральні води: «Трускавецька кришталева», «Трускавецька Аква-Еко» та «Трускавецька Заповідна», які видобуваються з свердловин в урочищі «Помірки».